# Lereng
Lereng is een bestuurslaag in het regentschap Kampar van de provincie Riau, Indonesië. Lereng telt 1987 inwoners (volkstelling 2010).